# Richard K. Sutherland
Pour les articles homonymes, voir Sutherland.
Richard Kerens Sutherland (27 novembre 1893 – 25 juin 1966) est un lieutenant général de l'United States Army et adjoint en chef de Douglas MacArthur dans la South West Pacific Area durant la Seconde Guerre mondiale.

## Jeunesse
Sutherland est né à Hancock, dans le Maryland le 27 novembre 1893. Il est seul garçon parmi les six enfants d'Howard Sutherland, qui deviendra plus tard sénateur de Virginie-Occidentale, et de Etfie Harris Sutherland.
Il commença sa scolarité au Davis & Elkins College, puis à la Phillips Academy d'où il fut diplômé en 1911. Il fit ensuite ses études à l'université Yale et reçu un baccalauréat universitaire ès lettres en 1916. C'est durant ses études qu'il rejoint le Reserve Officers Training Corps. En 1916, il est enrôlé en tant que simple soldat dans la Garde Nationale du Connecticut.

## Première Guerre mondiale
Plus tard dans la même année, la Garde Nationale fut fédéralisée. Sutherland servit à la frontière mexicaine durant l'expédition contre Pancho Villa. Le futur général consentit rapidement au poste de second lieutenant dans l'artillerie de campagne. Peu après, il fut transféré dans l'Armée régulière et promu capitaine en 1917.